# Сурия Вега
Сурия Вега (на испански: Zuria Vega) е мексиканска актриса, дъщеря на актьорите Леонора Систо и Гонсало Вега и сестра на актьорите Маримар Вега и Гонсало Вега Систо.

## Професионална биография
Актьорската си кариера Сурия Вега започва още от детските си години, участвайки в театралната постановка La señora presidenta, в която главната роля и режисурата се изпълняват от баща ѝ, Гонсало Вега.
Първият телевизионен проект, в който участва, е сериалът S.O.S.: Sexo y otros secretos в ролята на Роберта, тогава Вега е на 17-годишна възраст.
През януари 2008 г. продуцентите Роберто Гомес Фернандес и Хисел Гонсалес ѝ предлагат ролята на Рената Игареда в теленовелата Душа от желязо, където си партнира с Алехандро Камачо и Бланка Гера.
През 2009 г. Сурия Вега получава първата си главна роля - Естрея Марина в теленовелата Море от любов, продуцирана от Натали Лартио, в която си партнира с Марио Симаро.
През 2010 г. участва в четвъртия сезон на сериала Mujeres asesinas, а през 2012 г. изпълнява главната роля в теленовелата Убежище за любовта, продуцирана от Игнасио Сада Мадеро, а също и в сериала Cloroformo.
През 2013 г. получава следващата си главна роля Гуадалупе в теленовелата Толкова богати бедняци, продуцирана от Роси Окампо.
През 2015 г. продуцентката Анджели Несма ѝ предлага главната роля в теленовелата Нека Бог ти прости.
През 2017 г. продуцентът Хуан Осорио поканва Сурия Вега в теленовелата Съпругът ми има семейство, в която да изпълни главната роля, партнирайки си с Даниел Аренас, във втория сезон Съпругът ми има по-голямо семейство участва и братът на актрисата, актьорът Гонсало Вега Систо.

## Филмография

### Теленовели
- Съпругът ми има по-голямо семейство (2018-2019) - Хулиета Агилар Ривера де Купър
- Съпругът ми има семейство (2017) - Хулиета Агилар Ривера де Купър
- Тринадесетте съпруги на Уилсън Фернандес (2017) - Мария Тереса
- Нека Бог ти прости (2015) - Абигайл Риос/Абигайл Рамос Флорес
- Толкова богати бедняци (2013-2014) - Мария Гуадалупе Менчака Мартинес
- Убежище за любовта (2012) - Лусиана Хасинто Флорес/Лусиана Линарес Таланкон
- Море от любов (2009-2010) - Естрея Марина Брисеньо
- Душа от желязо (2008-2009) - Рената Игареда

### Сериали
- Cloroformo (2012) - Валери Солис
- El Equipo (2011) - Магдалена Саенс
- Mujeres asesinas (2010) - Асусена Чавес
- S.O.S.: Sexo y otros secretos (2007-2008) - Роберта

### Кино
- En las buenas... y en las malas (2019) - Валерия
- Elvira, te daría mi vida pero la estoy usando (2014) - Ана
- Más negro que la noche (2014) - Грета
- No sé si cortarme las venas o dejármelas largas (2013) - Хулия
- Sin ella (2010) - Габриела Санчес

### Театър
- Feroces (2016) - Хосе
- Los bonobos (2015) - Анхелес
- Cama para dos (2013)
- Sin cura (2011) - Бруна
- No sé si cortarme las venas o dejármelas largas (2010) - Хулия

## Награди и номинации
Награди TVyNovelas
| Година | Категория                       | Теленовела                          | Резултат   |
| ------ | ------------------------------- | ----------------------------------- | ---------- |
| 2019   | Най-добра актриса в главна роля | Съпругът ми има по-голямо семейство | Номинирана |
| 2018   | Най-добра актриса в главна роля | Съпругът ми има семейство           | Номинирана |
| 2016   | Най-добра актриса в главна роля | Нека Бог ти прости                  | Номинирана |
| 2015   | Най-добра актриса в главна роля | Толкова богати бедняци              | Номинирана |
| 2013   | Най-добра актриса в главна роля | Убежище за любовта                  | Номинирана |
| 2009   | Най-добро женско откритие       | Душа от желязо                      | Печели     |

People en Español
| Година | Категория                      | Теленовела         | Резултат   |
| ------ | ------------------------------ | ------------------ | ---------- |
| 2012   | Най-добро откритие на годината | Убежище за любовта | Печели     |
| 2009   | Най-добро откритие на годината | Душа от желязо     | Номинирана |

Награди Bravo
| Година | Категория                 | Теленовела     | Резултат |
| ------ | ------------------------- | -------------- | -------- |
| 2009   | Най-добро женско откритие | Душа от желязо | Печели   |

Diosas de Plata
| Година | Категория                 | Теленовела | Резултат |
| ------ | ------------------------- | ---------- | -------- |
| 2011   | Най-добро женско откритие | Sin ella   | Печели   |

Награди на Групата на театралните журналисти (APT)
| Година | Категория                                             | Теленовела  | Резултат |
| ------ | ----------------------------------------------------- | ----------- | -------- |
| 2015   | Награда Мария Виктория за най-добра актриса в комедия | Los Bonobos | Печели   |
| 2011   | Откритие в комедия                                    | Sin cura    | Печели   |